# Angers Sporting Club de l'Ouest 1978-1979
Questa voce raccoglie le informazioni riguardanti l'Angers Sporting Club de l'Ouest nelle competizioni ufficiali della stagione 1978-1979.

## Maglie e sponsor
Lo sponsor tecnico per la stagione 1978-1979 è Adidas, mentre gli sponsor ufficiali sono Global Meubles Morin per il campionato e Perrier per la Coppa di Francia. Il girocollo della stagione precedente viene sostituito da un colletto a polo.
| Manica sinistra · Manica sinistra · Maglietta · Maglietta · Manica destra · Manica destra · Pantaloncini · Calzettoni · Calzettoni | Manica sinistra · Manica sinistra · Maglietta · Maglietta · Manica destra · Manica destra · Pantaloncini · Calzettoni · Calzettoni |

## Organigramma societario
Area direttiva
- Presidente: Jean Keller

Area tecnica
- Direttore sportivo: Roger Belo
- Allenatore: Aimé Mignot

## Rosa
| N. |                       | Ruolo | Calciatore           |
| -- | --------------------- | ----- | -------------------- |
|    | Francia (bandiera)    | P     | Jean-Michel Fouché   |
|    | Francia (bandiera)    | P     | Pascal Janin         |
|    | Francia (bandiera)    | D     | Jean-Pierre Avrillon |
|    | Francia (bandiera)    | D     | Jean-Pierre Brucato  |
|    | Francia (bandiera)    | D     | Patrick Brulez       |
|    | Francia (bandiera)    | D     | Christian Camlann    |
|    | Francia (bandiera)    | D     | Jean-Yves Citron     |
|    | Francia (bandiera)    | D     | Christian Felci      |
|    | Francia (bandiera)    | D     | René Le Lamer        |
|    | Francia (bandiera)    | D     | Jean-Claude Osman    |
|    | Jugoslavia (bandiera) | C     | Vili Ameršek         |

| N. |                    | Ruolo | Calciatore               |
| -- | ------------------ | ----- | ------------------------ |
|    | Francia (bandiera) | C     | Patrice Augustin         |
|    | Francia (bandiera) | C     | Christian Baudry         |
|    | Francia (bandiera) | C     | Patrice Lecornu          |
|    | Francia (bandiera) | C     | Jacques Petiteau         |
|    | Francia (bandiera) | A     | Michel Audrain           |
|    | Francia (bandiera) | A     | Michel Cassan (capitano) |
|    | Francia (bandiera) | A     | François Félix           |
|    | Francia (bandiera) | A     | Patrick Gonfalone        |
|    | Francia (bandiera) | C     | Thierry Princet          |
|    | Francia (bandiera) | C     | Gérard Saliné            |